# 岳林寺
岳林寺，著名寺庙，位于中国浙江省宁波市奉化区，即是弥勒佛化身布袋和尚（契此和尚）传经布道之地，以弥勒道场闻名。中華人民共和國成立後原址改岳林酒廠，2002年遷出，原址現為岳林文化廣場，彌勒道場的名號則被附近的名剎雪窦寺使用。